# José Saramago
José de Sousa Saramago (Azinhaga, 16 november 1922 - Lanzarote, 18 juni 2010) was een van de belangrijkste Portugese hedendaagse schrijvers. Hij won in 1998 de Nobelprijs voor Literatuur. Rond zijn 50ste, begon Saramago het schrijven van de romans die uiteindelijk een internationale reputatie zouden krijgen.

## Biografie
Saramago werd geboren op 16 november 1922 als kind van de dagloner Jose de Sousa en Maria de Piedade. In de officiële registers werd hij echter vermeld als geboren op 18 november. 'Saramago' is de naam van een wild kruid en tevens de roepnaam van zijn vader. Bij de burgerlijke stand werd deze roepnaam per ongeluk aan zijn naam toegevoegd. Hij heette dus voluit José de Sousa Saramago.
In 1924 verhuisde het gezin naar Lissabon, waar bijna heel zijn leven zich heeft afgespeeld. Saramago kwam wel nog een aantal keren naar zijn geboortedorp terug. Vader begon bij de politie. Zijn twee jaar oudere broer Francisco stierf na twee maanden.
Kort daarop moest José Saramago wegens geldgebrek het lyceum inwisselen voor de ambachtsschool, richting automechanica. Na een hele reeks betrekkingen, van autohersteller, slotenmaker en tekenaar tot ambtenaar bij de gezondheidsdienst, kwam hij op een drukkerij en in de krantenwereld terecht. Al tijdens zijn studie mechanica was hij echter een fervent bezoeker van de openbare bibliotheek van Lissabon.
In 1944 huwde hij Ilda Reis. Saramago was toen ambtenaar bij de gezondheidsdienst. Hun enige kind, Violante, werd in 1947 geboren. Dat jaar kwam ook zijn eerste roman (Terra de Pecado - Het land van de zonde) uit. Hij schreef nog een onafgewerkte roman, maar stopte met schrijven omdat hij volgens zichzelf 'niets behoorlijks meer te melden' had. Tot 1966 legde hij de pen neer.
In 1949 werd Saramago om politieke redenen ontslagen. Eind jaren vijftig begon hij bij een uitgeverij te werken, zodat hij de Portugese schrijverswereld leerde kennen. Vanaf 1955 werkte hij deeltijds als vertaler. In 1966 verscheen zijn eerste dichtbundel (Os Poemas Possíveis), in 1970 zijn tweede (Provavelmente Alegria). In 1967-68 werkte hij aanvullend als literatuurcriticus.
In 1969 sloot hij zich aan bij de illegale Communistische Partij van Portugal. Zijn ster rees; hij werd literair criticus en politiek commentator, lid van het bestuur van de zojuist opgerichte Portugese Schrijversbond en ten slotte adjunct-hoofdredacteur.
Na de scheiding van zijn vrouw in 1970 begon hij een relatie met de Portugese schrijfster Isabel da Nóbrega, die tot 1986 zou duren.
In 1972 en 1973 was hij redacteur bij het dagblad Diário de Lisboa, waar hij als politiek commentator werkte en waar hij enige tijd het culturele supplement verzorgde. Hij behoorde tot de eerste Directie van de Portugese Schrijvers Vereniging. Gaandeweg begon hij zelf artikelen te schrijven, zichzelf aan cultuur bijbrengend wat hem aan scholing ontbrak. Saramago werd omstreden als gehard communist en genadeloos criticus, als zelfverklaard atheïst en pessimist.
Na de Anjerrevolutie neigde Portugal korte tijd naar het communisme. Van april tot november 1975 werkt Saramago, die het communistisch gedachtegoed steunde, als vicehoofdredacteur bij de krant Diário de Notícias. Na een machtswisseling verloor Saramago zijn baan. Hij besloot zich op zijn 53ste aan de literatuur te wijden. Dat was een sprong in het diepe omdat hij al een tijd niet meer schreef en weinig geproduceerd had (een paar poëziebundels, verzamelde journalistieke stukken en een roman).
Vijf jaar later, in 1980 kreeg hij succes in eigen land met zijn roman Opgestaan van de grond, over de mensonwaardige levensomstandigheden van de Portugese landarbeiders. In 1981 brak hij internationaal door met zijn roman Memoriaal van het klooster.
In 1988 huwde Saramago de Spaanse journaliste Pilar del Río. Zij is tevens de vertaalster van een aantal van zijn boeken. Haar familie geeft Saramago's boeken uit.
In 1992 verliet hij het land en ging op het Spaanse Canarische eiland Lanzarote in vrijwillige ballingschap wonen. Zijn roman Evangelie volgens Jezus Christus werd door Portugese bisschoppen als godslasterlijk bestempeld en daarom door de minister van Cultuur geweigerd als kandidaat voor de Europese Aristeion-prijs. Op Lanzarote schreef hij een reeks dagboeken en romans.
Op 8 oktober 1998 kreeg José Saramago de Nobelprijs voor Literatuur. Bij de Europese verkiezingen stelde Saramago zich (op een onverkiesbare plaats) kandidaat voor de Communistische Partij Portugal.
Saramago had een aantal eredoctoraten, aan de Universiteit van Turijn (Italië), Universiteit van Sevilla (Spanje), Universiteit van Manchester (Verenigd Koninkrijk) en de Universiteit van Coimbra (Portugal).

## Publicaties
Poëzie
- Os Poemas Possíveis, 1966 ("De mogelijke gedichten", niet in het Nederlands vertaald);
- Provavelmente Alegria, 1970 ("Waarschijnlijk blijheid", niet in het Nederlands vertaald);
- O Ano de 1993, 1975 ("Het jaar 1993", niet in het Nederlands vertaald);

Kronieken
- Deste Mundo e do Outro, 1971 ("Van deze wereld en de andere", niet in het Nederlands vertaald);
- A Bagagem do Viajante, 1973 ("De bagage van de reiziger", niet in het Nederlands vertaald);
- As Opiniões que o DL teve, 1974 ("De meningen die DL had", niet in het Nederlands vertaald);
- Os Apontamentos, 1976;

Dagboeken en memoires
- Cadernos de Lanzarote I, 1994 ("Schriften uit Lanzarote I", niet in het Nederlands vertaald);
- Cadernos de Lanzarote II, 1995 ("Schriften uit Lanzarote II", niet in het Nederlands vertaald);
- Cadernos de Lanzarote III, 1996 ("Schriften uit Lanzarote III", niet in het Nederlands vertaald);
- Cadernos de Lanzarote IV, 1998 ("Schriften uit Lanzarote IV", niet in het Nederlands vertaald);
- As pequenas memorias, 2006 (Nederlands: "Kleine herinneringen", 2007);
- O Caderno, 2009 ("Het schrift", Saramago's blog van sept 2008 - maart 2009, niet in het Nederlands vertaald);

Reisboeken
- Viagem a Portugal, 1981 ("Reis door Portugal", niet in het Nederlands vertaald);

Theaterstukken
- A Noite, 1979 ("De nacht", niet in het Nederlands vertaald);
- Que Farei Com Este Livro?, 1980 ("Wat ga ik met dit boek doen?", niet in het Nederlands vertaald);
- A Segunda Vida de Francisco de Assis, 1987 ("Het tweede leven van Franciscus van Assisi", niet in het Nederlands vertaald);
- Em nome de Deus, 1993 ("In de naam van God", niet in het Nederlands vertaald); over Divara van Haarlem en de anabaptistische opstand in Münster.

Verhalen
- Objecto Quase, 1978;
- Poética dos Cinco Sentidos - O Ouvido, 1979;

Romans
- Terra do Pecado, 1947 ("Dorp van de zonde", in het Nederlands vertaald als "De weduwe", 2022);
- Manual de Pintura e Caligrafia, 1977 ("Handboek van schilderkunst en kalligrafie", niet in het Nederlands vertaald);
- Levantado do Chão, 1980; (Nederlands: "Opgestaan van de grond", 2008);
- Memorial do Convento, 1982 (Nederlands: "Memoriaal van het klooster", 1990);
- O Ano da Morte de Ricardo Reis, 1984 (Nederlands: "Het jaar van de dood van Ricardo Reis", 1999);
- A Jangada de Pedra, 1986 (Nederlands: "Het stenen vlot", 2002);
- História do Cerco de Lisboa, 1989 (Nederlands: "Het beleg van Lissabon", 1996);
- O Evangelho Segundo Jesus Cristo, 1991 (Nederlands: "Het Evangelie volgens Jezus Christus", 1993);
- Ensaio sobre a cegueira, 1995 (Nederlands: "De stad der blinden", 1998);
- Todos os Nomes, 1997 (Nederlands: "Alle namen", 2000);
- A Caverna, 2000 (Nederlands: "Het schijnbestaan", 2002);
- O Homem Duplicado, 2002 (Nederlands: "De man in duplo", 2003);
- Ensaio sobre a lucidez, 2004 (Nederlands: "De stad der zienden", 2005);
- As intermitências da morte, 2005 (Nederlands: "Het verzuim van de dood", 2006);
- A viagem do elephante, 2008 (Nederlands: "De tocht van de olifant", 2009);
- Caim, 2009 (Nederlands: "Kaïn", 2010);
- Claraboia, 2011 (Nederlands: "Bovenlicht", 2013);

De Nederlandse vertalingen verschijnen bij uitgeverij Meulenhoff, hoewel de eerste romans aanvankelijk door De Arbeiderspers werden uitgegeven. Aanvankelijk werden zijn boeken vertaald door Harrie Lemmens, later door Maartje de Kort.
De werken van José Saramago zijn behalve in het Nederlands vertaald in het Spaans, Engels, Frans, Italiaans, Duits, Grieks, Bulgaars, Pools, Russisch, Tsjechisch, Slowaaks, Hongaars, Deens, Fins en Hebreeuws.
Saramago's roman Het stenen vlot werd in 2002 verfilmd door George Sluizer. Zijn roman Memoriaal van het klooster werd door de Italiaanse componist Azio Corghi gebruikt voor zijn opera Blimunda. Diezelfde componist gebruikte het theaterstuk Em nome de Deus ("In naam van God") voor z'n opera Divara.
De Stad der Blinden werd in 2008 onder de titel Blindness verfilmd door Fernando Meirelles.
Het boek Het jaar van de dood van Ricardo Reis is gewijd aan Fernando Pessoa, die Ricardo Reis gebruikte als een van zijn heteroniemen.

## Prijzen
Saramago heeft de volgende prijzen gewonnen:
In Portugal
- 1979 - Prijs van de Vereniging van Portugese Critici voor A Noite;
- 1980 - Prijs Stad van Lissabon voor Levantado do Chão;
- 1982 - Prijs Portugese PEN Club voor Memorial do Convento;
- 1982 - Literaire Prijs van de Gemeente Lissabon voor Memorial do Convento;
- 1982 - Critiekprijs van de Portugese Vereniging van Critici voor O Ano da Morte de Ricardo Reis;
- 1984 - Prijs Portugese PEN Club voor O Ano da Morte de Ricardo Reis;
- 1986 - Dom Dinis Prijs voor O Ano da Morte de Ricardo Reis;
- 1992 - Grote Roman en Novelle Prijs van de Portugese Schrijversvereniging voor O Evangelho Segundo Jesus Cristo;
- 1993 - Literaire Levensprijs van de Portugese Schrijvers Vereniging;
- 1995 - Ereprijs van de Portugese Auteurs Vereniging;

In Italië
- 1987 - Grinzane-Cavour Prijs voor O Ano da Morte de Ricardo Reis;
- 1992 - Internationale Ennio Flaiano Prijs voor Levantado do Chão;
- 1992 - Literaire Prijs van Brancatti (Zafferana/Sicillie) voor het hele oeuvre;

In Engeland
- 1993 - Prijs van de krant The Independent voor O Ano da Morte de Ricardo Reis;

Internationaal
- 1992 - Internationale Literatuurprijs van Mondello (Palermo) voor het hele oeuvre;
- 1995 - Camõesprijs;
- 1998 - Nobelprijs voor de Literatuur;

Onderscheidingen
- 1985 - Bevelhebber van de Militaire Order van Santiago van Espada;
- 1991 - Ridder van de Orde van de Franse Kunsten en Literatuur;

- Bibsys: 90190470
- Biblioteca Nacional de Chile: 000045772
- Biblioteca Nacional de España: XX998466
- Bibliothèque nationale de France: cb12027213f (data)
- Catàleg d'autoritats de noms i títols de Catalunya: 981058514085306706
- CiNii: DA09246021
- Digitale Bibliotheek voor de Nederlandse Letteren: sara004
- Gemeinsame Normdatei: 118964038
- International Standard Name Identifier: 0000 0001 2148 3353
- Library of Congress Control Number: n85130797
- Nationale Bibliotheek van Letland: 000035560
- MusicBrainz: b55bcfa6-3c07-415d-90f9-157bc5121e21
- Bibliotheek van het Japanse parlement: 00716714
- Nationale Bibliotheek van Tsjechië: xx0001988
- Nationale bibliotheek van Australië: 35960643
- Nationale Bibliotheek van Israël: 987007267653005171
- Nationale Bibliotheek van Polen: a0000001854606
- Nationale en Universitaire bibliotheek Zagreb: 000161695
- Nederlandse Thesaurus van Auteursnamen: 073481548
- Istituto Centrale per il Catalogo Unico: CFIV042098
- LIBRIS: 89703
- SNAC: w6k10wc4
- Système universitaire de documentation: 030867975
- Trove: 1164077
- Virtual International Authority File: 114473675
- WorldCat: E39PBJj4vWhJKFkQbFF4mhbcfq

1901: Prudhomme ·
1902: Mommsen ·
1903: Bjørnson ·
1904: Mistral, Echegaray ·
1905: Sienkiewicz ·
1906: Carducci ·
1907: Kipling ·
1908: Eucken ·
1909: Lagerlöf ·
1910: Heyse ·
1911: Maeterlinck ·
1912: Hauptmann ·
1913: Tagore ·
1915: Rolland ·
1916: Heidenstam ·
1917: Gjellerup, Pontoppidan ·
1919: Spitteler ·
1920: Hamsun ·
1921: France ·
1922: Benavente ·
1923: Yeats ·
1924: Reymont ·
1925: Shaw ·
1926: Deledda ·
1927: Bergson ·
1928: Undset ·
1929: Mann ·
1930: Lewis ·
1931: Karlfeldt ·
1932: Galsworthy ·
1933: Boenin ·
1934: Pirandello ·
1936: O'Neill ·
1937: Gard ·
1938: Buck ·
1939: Sillanpää ·
1944: Jensen ·
1945: Mistral ·
1946: Hesse ·
1947: Gide ·
1948: Eliot ·
1949: Faulkner ·
1950: Russell ·
1951: Lagerkvist ·
1952: Mauriac ·
1953: Churchill ·
1954: Hemingway ·
1955: Laxness ·
1956: Jiménez ·
1957: Camus ·
1958: Pasternak ·
1959: Quasimodo ·
1960: Perse ·
1961: Andrić ·
1962: Steinbeck ·
1963: Seferis ·
1964: Sartre (geweigerd) ·
1965: Sjolochov ·
1966: Agnon, Sachs ·
1967: Asturias ·
1968: Kawabata ·
1969: Beckett ·
1970: Solzjenitsyn ·
1971: Neruda ·
1972: Böll ·
1973: White ·
1974: Johnson, Martinson ·
1975: Montale ·
1976: Bellow ·
1977: Aleixandre ·
1978: Singer ·
1979: Elýtis ·
1980: Miłosz ·
1981: Canetti ·
1982: García Márquez ·
1983: Golding ·
1984: Seifert ·
1985: Simon ·
1986: Soyinka ·
1987: Brodsky ·
1988: Mahfoez ·
1989: Cela ·
1990: Paz ·
1991: Gordimer ·
1992: Walcott ·
1993: Morrison ·
1994: Oë ·
1995: Heaney ·
1996: Szymborska ·
1997: Fo ·
1998: Saramago ·
1999: Grass ·
2000: Gao ·
2001: Naipaul ·
2002: Kertész ·
2003: Coetzee ·
2004: Jelinek ·
2005: Pinter ·
2006: Pamuk ·
2007: Lessing ·
2008: Le Clézio ·
2009: Müller ·
2010: Vargas Llosa ·
2011: Tranströmer ·
2012: Mo ·
2013: Munro ·
2014: Modiano ·
2015: Aleksijevitsj ·
2016: Dylan ·
2017: Ishiguro ·
2018: Tokarczuk ·
2019: Handke ·
2020: Glück ·
2021: Gurnah ·
2022: Ernaux ·
2023: Fosse ·
2024: Kang ·